# Xantholeon lineatus
Xantholeon lineatus is een insect uit de familie van de mierenleeuwen (Myrmeleontidae), die tot de orde netvleugeligen (Neuroptera) behoort. 
Xantholeon lineatus is voor het eerst wetenschappelijk beschreven door New in 1985.